# Рыжово (агропредприятие)
«Рыжово» — молочно-животноводческое предприятие в деревне Рыжово Вороновского поселения Новой Москвы, построенное в 2007—2008 годы компанией «Абсолют». Юридическое лицо, управляющее хозяйством — ООО «Совагротех», генеральный директор — Игорь Варавин.
В 1960-е — 1980-е годы на месте комплекса существовало учебное хозяйство Михайловское Сельскохозяйственной академии имени Тимирязева. Около 2005 года «Абсолют» приобрёл учхоз и его земли площадью 3,3 га, а также купил у структур инвестиционной компании «Атон» ещё одно молочно-животноводческое хозяйство — «Щапово», расположенное в 15 км от Рыжово, где несколькими годами ранее «Седьмым континентом» освоено производство моцареллы.
В конце 2006 года «Абсолют» представил инвестиционную программу по созданию на месте учхоза нового молочно-животноводческого комплекса, которая получила государственную поддержку. Постройка комплекса начата в мае 2007 года, через год основные сооружения были возведены и началась отладка оборудования, 21 ноября 2008 года хозяйство введено в эксплуатацию. Изначально в комплексе было семь коровников, стадо около 800 коров, удой — 8 тыс. кг молока с коровы в год. Организовано беспривязное содержание скота в холодных павильонах облегчённой конструкции, заявляемый уровень автоматизации операций по обслуживанию — 98 %, система доения закуплена в США, внедрена израильская программная система учёта поголовья, обеспечивающая индивидуальный учёт всех операций и событий (автоматически собираются индивидуализированные результаты всех доек, осеменения, отёлы, перегоны по коровникам), системы навозоудаления и водоотведения спроектированы самостоятельно, внедрена канадская шланговая система внесения навозных стоков на удалённые поля. Для осеменения применяется сексированное семя, минимизирующее рождение бычков.
Всего на предприятии 28 капитальных строений общей площадью более 60 тыс. м² (2011). Кроме основного стада в 800 голов на начало 2011 года в хозяйстве содержалось более 800 голов молодняка и 36 бычков. Племенной состав стада — российские голштинизированные чёрно-пёстрые коровы; при этом удои в хозяйстве сравнимы с производительностью чистокровного голштино-фризского поголовья в «Щапово» (по данным «Абсолюта» — 19 кг в среднем сутки в «Рыжово» против с 24 кг в «Щапово»).
Годовой надой — 5,55 млн кг (2010), 83 % производимого молока закупается производителем йогуртов Campina (40 % от суммарных закупок молока Campina в России); часть сырья направляется в «Щапово» на производство моцареллы. Средняя жирность производимого молока — 3,76 %, содержание белка — 3,17 %. Ежегодно предприятие продаёт на сторону 10 % поголовья. Рентабельность хозяйства по состоянию на 2011 год владельцами оценивалась как нулевая
4 февраля 2020 года опубликована информация о том, что «Совагротех» выставил молочный комплекс на продажу.